# مقطع دوز
مقطع دوز (به عربی: مقطع دوز) یک شهرداری در الجزایر است که در استان معسکر واقع شده‌است.